# الملك في الأصفر
الملك في الأصفر (بالإنجليزية: The King in Yellow)‏ هو كتاب يضم مجموعة قصص قصيرة بقلم الكاتب الأمريكي روبرت ويليام تشامبرز، ونشر أولا بقلم تينيسون نيلي عام 1895. أتى العنوان من اسم مسرحية خيالية تتكرر داخل القصص. يتضمن النصف الأول من الكتاب قصصا غريبة حظيت باحترام النقاد، ووصف جمع منهم (مثل بلاير وجوشي وكلاين) الكتاب بأنه كلاسيكي في مجال الخوارق. يحتوي الكتاب على عشر قصص، الأربع الأولى منها («مصلح السمعة»، «القناع»، «في بلاط التنين»، «العلامة الصفراء») تذكر «الملك في الأصفر»، وهي مسرحية محرمة تثير اليأس والجنون بمن يقرأها. «العلامة الصفراء» اقتبست إلى فيلم بنفس الاسم عام 2001.
نشرت النسخة البريطانية الأولى من قبل تشاتو وويندوس عام 1895 (316 صفحة).